# Siergiej Łożkin
Siergiej Wasiljewicz Łożkin (ros. Сергей Васильевич Ложкин; ur. 17 kwietnia 1968 w Możdze) – rosyjski biathlonista reprezentujący także ZSRR, wicemistrz świata. Pierwszy sukces osiągnął w 1988 roku, kiedy podczas MŚJ w Chamonix zdobył brązowy medal w sztafecie. W Pucharze Świata zadebiutował 16 grudnia 1989 roku w Obertilliach, gdzie zajął ósme miejsce w sprincie. Tym samym już w swoim debiucie zdobył pierwsze pucharowe punkty. Nigdy nie stanął na podium zawodów indywidualnych, jednak 4 lutego 1990 roku w Walchsee wspólnie z Walerijem Noskowem, Giennadijem Karpinkinem i Siergiejem Bułyginem zajął drugie miejsce w sztafecie. Najlepsze wyniki osiągnął w sezonie 1989/1990, kiedy zajął 32. miejsce w klasyfikacji generalnej. W 1993 roku wystartował na mistrzostwach świata w Borowcu, gdzie razem z Aleksiejem Kobielewem, Walerijem Kirijenko i Siergiejem Czepikowem zdobył srebrny medal w biegu drużynowym. Nigdy nie wystąpił na igrzyskach olimpijskich.

## Osiągnięcia

### Mistrzostwa świata
| Rok  | Miejscowość | Konkurencje | Konkurencje | Konkurencje | Konkurencje | Konkurencje | Konkurencje | Konkurencje |
| Rok  | Miejscowość | IN          | SP          | PU          | MS          | RL          | MR          | SR          |
| ---- | ----------- | ----------- | ----------- | ----------- | ----------- | ----------- | ----------- | ----------- |
| 1993 | Borowec     | –           | –           | nd.         | nd.         | –           | nd.         | –           |

### Puchar Świata

#### Miejsca w klasyfikacji generalnej
| Sezon     | Miejsce |
| --------- | ------- |
| 1989/1990 | 32.     |
| 1992/1993 | -       |
| 1993/1994 | -       |

#### Miejsca na podium chronologicznie
Łożkin nigdy nie stanął na podium zawodów PŚ.